# Schwienau
Schwienau ist eine Gemeinde ohne namengebenden Hauptort inmitten der Lüneburger Heide im Landkreis Uelzen, Niedersachsen. Die Gemeinde Schwienau gehört zur Samtgemeinde Bevensen-Ebstorf. Namengebend war die Schwienau, die durch die Gemeinde fließt.

## Gemeindegliederung
Die Gemeinde Schwienau besteht aus den Ortschaften Linden, Melzingen, Stadorf und Wittenwater sowie den Wohnplätzen Immenhof und Verhorn.

## Eingemeindungen
Am 1. Juli 1972 wurden die Gemeinden Linden, Melzingen, Stadorf und Wittenwater eingegliedert.

## Politik

### Gemeinderat
Der Rat der Gemeinde Schwienau setzt sich aus neun Ratsfrauen und Ratsherren zusammen.
| Wahljahr | SPD | WGS | UWG | Gesamt  | Gemeinderatswahl 2021 %50403020100 47,9 %46,7 %5,4 % WGSaSPDUWGcAnmerkungen:a Wählergemeinschaft Schwienauc Unabh. Wählergemeinschaft Schwienau |
| 2021     | 4 | 4   | 1   | 9 Sitze | Gemeinderatswahl 2021 %50403020100 47,9 %46,7 %5,4 % WGSaSPDUWGcAnmerkungen:a Wählergemeinschaft Schwienauc Unabh. Wählergemeinschaft Schwienau |
| 2016     | 6 | 2   | 1   | 9 Sitze | Gemeinderatswahl 2021 %50403020100 47,9 %46,7 %5,4 % WGSaSPDUWGcAnmerkungen:a Wählergemeinschaft Schwienauc Unabh. Wählergemeinschaft Schwienau |
| 2011     | 5 | 3   | 1   | 9 Sitze | Gemeinderatswahl 2021 %50403020100 47,9 %46,7 %5,4 % WGSaSPDUWGcAnmerkungen:a Wählergemeinschaft Schwienauc Unabh. Wählergemeinschaft Schwienau |
|          | __________________________ WGS: Wählergemeinschaft Schwienau; UWG: Unabh. Wählergemeinschaft Schwienau |     |     |         | Gemeinderatswahl 2021 %50403020100 47,9 %46,7 %5,4 % WGSaSPDUWGcAnmerkungen:a Wählergemeinschaft Schwienauc Unabh. Wählergemeinschaft Schwienau |
| 0        | |     |     |         | Gemeinderatswahl 2021 %50403020100 47,9 %46,7 %5,4 % WGSaSPDUWGcAnmerkungen:a Wählergemeinschaft Schwienauc Unabh. Wählergemeinschaft Schwienau |
| 0        | |     |     |         | Gemeinderatswahl 2021 %50403020100 47,9 %46,7 %5,4 % WGSaSPDUWGcAnmerkungen:a Wählergemeinschaft Schwienauc Unabh. Wählergemeinschaft Schwienau |
| 0        | |     |     |         | Gemeinderatswahl 2021 %50403020100 47,9 %46,7 %5,4 % WGSaSPDUWGcAnmerkungen:a Wählergemeinschaft Schwienauc Unabh. Wählergemeinschaft Schwienau |
| 0        | |     |     |         | Gemeinderatswahl 2021 %50403020100 47,9 %46,7 %5,4 % WGSaSPDUWGcAnmerkungen:a Wählergemeinschaft Schwienauc Unabh. Wählergemeinschaft Schwienau |
| 0        | |     |     |         | Gemeinderatswahl 2021 %50403020100 47,9 %46,7 %5,4 % WGSaSPDUWGcAnmerkungen:a Wählergemeinschaft Schwienauc Unabh. Wählergemeinschaft Schwienau |

Letzte Kommunalwahl am 12. September 2021

### Bürgermeister/Verwaltung
Bürgermeister ist Hans Joachim Bütow (SPD). Die Gemeindeverwaltung befindet sich in Stadorf Nr. 16.

### Wappen
Das Schwienauer Wappen repräsentiert die vier Ortschaften Linden, Melzingen, Stadorf und Wittenwater. Das Lindenblatt im oberen Bereich steht für den Ort Linden, der Stein im unteren Teil stellt den Opferstein von Melzingen dar. Die beiden Bereiche werden geteilt vom Fluss Schwienau, in dem sich zwei Flussperlen befinden, welche die Ortschaften Stadorf und Wittenwater darstellen. Flussperlen kamen tatsächlich einmal in der Schwienau vor.

## Kultur und Sehenswürdigkeiten
- Arboretum Melzingen

## Persönlichkeiten
- Hermann Schulze (* 1898 in Linden; † 1944 in Ebsdorf), Politiker (KPD, NSDAP), Mitglied des Reichstags